# Tratado de Libre Comercio entre Estados Unidos, Centroamérica y República Dominicana
El DR-CAFTA (Dominican Republic-Central America Free Trade Agreement, en inglés), o TLC (Tratado de Libre Comercio entre República Dominicana, Centroamérica y Estados Unidos de América, en español), es un tratado que busca la creación de una zona de libre comercio entre los países firmantes. Hace permanente los beneficios para el 80 % de productos centroamericanos que brinda la Iniciativa de la Cuenca del Caribe (ICC), abarcando un volumen comercial de treinta mil millones de dólares. Está compuesto por veintidós capítulos, divididos cada uno en artículos.
La negociación, firma y ratifica el tratado que se realizó en condiciones diferenciadas, amoldándose a las características y contexto político y social de cada Estado parte; el proceso se inició en 2003 para todos los países a excepción de República Dominicana, concretándose la adopción del texto para todos los países involucrados, en 2004 y entrando en vigor en distintas fechas para cada país a partir de 2006. Por otro lado, considerando que  la rama fundamental del tratado consiste en las disposiciones concernientes al trato comercial, es relevante abordar elementos como el arancelario, movimiento aduanero, origen de los productos y las reglas internas para el tráfico de mercancías. Como complemento, el CAFTA se ocupa de legislar los aspectos relativos a producción higiénica y protección al medio ambiente, respeto a los derechos de propiedad intelectual e inversión pública y privada, así como toda la legislación laboral en los Estados de la zona CAFTA. También especifica los mecanismos para dirimir controversias y para el establecimiento de normativas de mutuo acuerdo.
Pese al beneplácito de los Estados firmantes, el CAFTA ha recibido múltiples críticas de carácter político y económico, abriendo un amplio debate acerca del balance entre ventajas y desventajas que aporta la aplicación del tratado.

## Objetivos
El CAFTA tiene como objetivos fundamentales estimular la expansión y diversificación del comercio en la región, eliminar los obstáculos al comercio y facilitar la circulación transfronteriza de
mercancías y servicios, promover condiciones de competencia leal en la zona de libre comercio, aumentar sustancialmente las oportunidades de inversión y hacer valer los derechos de propiedad
intelectual. Dado que se trata de objetivos planteados de manera oficial, debe tenerse en cuenta que el cumplimiento está sujeto a diversos factores como la voluntad política de los gobiernos, las condiciones económicas de los países y las coyunturas de aplicación de las normas dispuestas por el tratado.
El tratado no entra en contravención con acuerdos regionales previos, por lo que el proceso de integración centroamericano no se ve afectado. Sin embargo, cualquier medida que como región se adopte deberá estar sujeta a las disposiciones del TLC, lo cual sitúa al tratado por encima de las nuevas disposiciones regionales en materia de integración.

## Negociaciones y firma
Se negoció sobre la base de principios fundamentales previamente acordados por las partes. Aparte de las normas de respeto, existieron tres elementos a considerar; todo acuerdo tomado en consecuencia del CAFTA, debía ser plenamente respetuoso de las constituciones de cada país, buscando la congruencia del ordenamiento jurídico nacional con el tratado; se consideró a los países centroamericanos negociantes, como una sola parte negociadora, pretendiendo que negociasen de manera conjunta; además, se acordó que únicamente podría ser puesto en marcha el CAFTA si las negociaciones habían concluido, por lo que los acuerdos intermedios no tendrían validez alguna.
Las negociaciones comenzaron en enero de 2003 y se logró acuerdo con El Salvador, Guatemala, Honduras y Nicaragua el 17 de diciembre de 2003, y con Costa Rica el 25 de enero de 2004. Ese mismo mes, comenzaron negociaciones con República Dominicana. El 28 de mayo de 2004, El Ministro de Comercio estadounidense (Robert Zoellick), el costarricense (Alberto Trejos), El Ministro de economía salvadoreño (Miguel Ángel Lacayo), el guatemalteco (Marcio Cuevas), el ministro de Industria y Comercio hondureño (Norman García) y el ministro de Desarrollo, Industria y Comercio nicaragüense (Mario Arana) firmaron el documento en el edificio de la Organización de Estados Americanos. Una segunda ceremonia de adopción del texto con la Secretaria de Estado de Industria y Comercio de la República Dominicana, Sonia Guzmán, tuvo lugar el 5 de agosto de 2004. Por otro lado, pese a que Panamá es un país centroamericano, no negoció junto al resto de la región el tratado, haciéndolo de manera exclusiva con Estados Unidos, por lo cual no se incluye en la zona CAFTA.

## Contenido del tratado
El tratado está compuesto por veintidós capítulos, divididos cada uno en artículos. La estructura del mismo permite que se traten por separado las distintas temáticas referentes al libre comercio, regulando de manera especializada cada rubro.

### Disposiciones relativas a comercio
El comercio es el eje fundamental que cimienta la integración económica; para el caso del CAFTA, el tratado versa ampliamente sobre los aspectos relativos al tratamiento comercial en todas las áreas involucradas. La reglamentación adoptada por los países se fundamenta en unificar los criterios de cada Estado, llevando a convención los procedimientos y normas a los que se someten los exportadores e importadores con los diferentes productos. El espíritu del tratado radica sobre la igualdad de trato a los bienes y servicios originarios de la zona CAFTA, dejando de lado el proteccionismo estatal sobre sectores de la economía.

#### Tratamiento arancelario

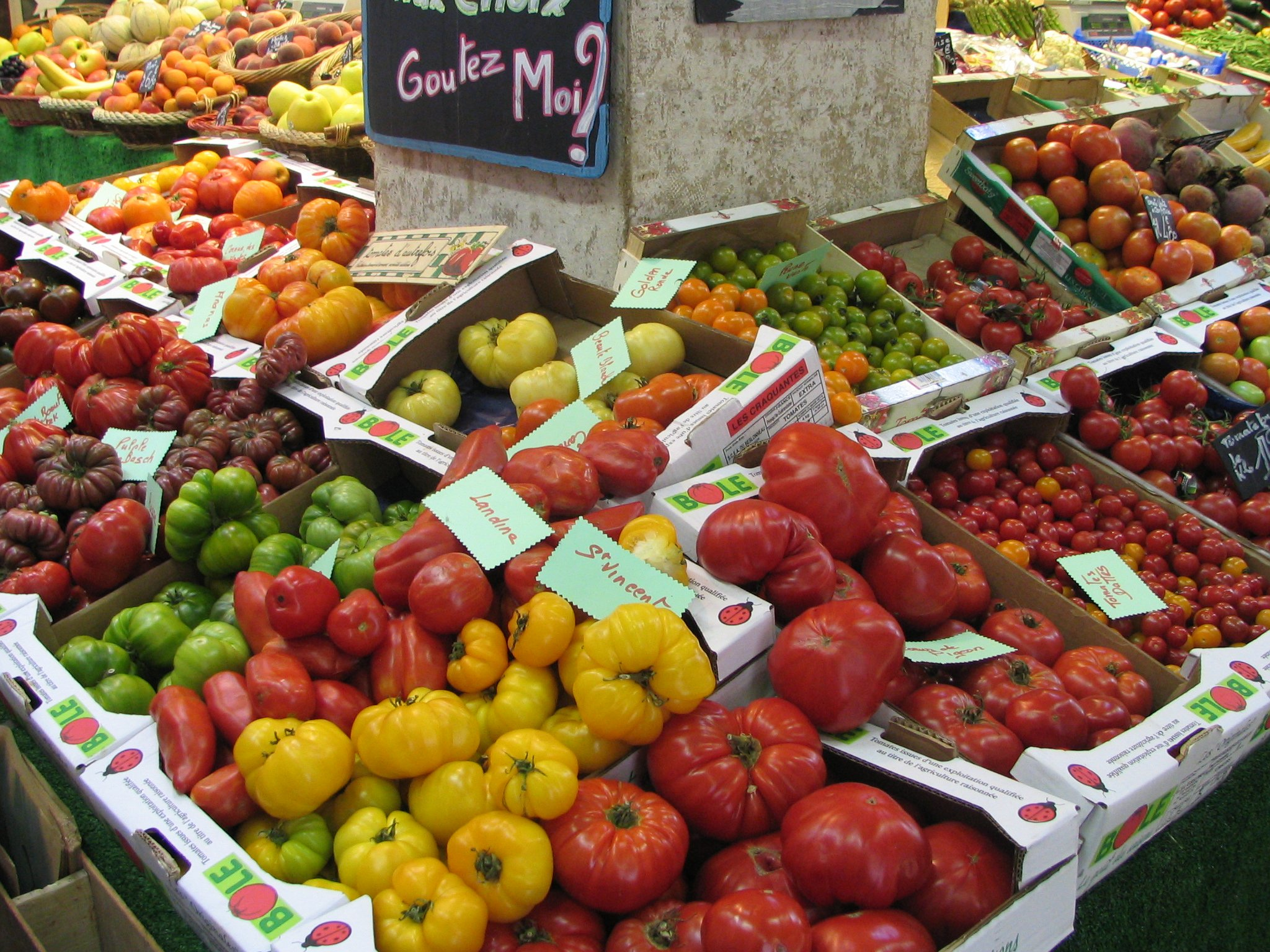
Algunos productos agrícolas afectados por el CAFTA.

El acceso a las mercancías se basa en un proceso de desgravación arancelaria, es decir, que los productos entren exentos de impuestos por exportación. Dado que los países centroamericanos carecen de condiciones adecuadas para competir con los productores estadounidenses, el tratado dispone un periodo de gracia, el cual consiste en desgravar los aranceles escalonadamente para algunos productos. Dado que la lista de productos en dicha situación es extensa, cabe resumir la explicación en dos consideraciones: cada producto está regido por condiciones ad hoc, es decir, no existe un tratamiento homogéneo ni siquiera entre los países firmantes; es así que el azúcar salvadoreño se tratará distinto al azúcar hondureño, por ejemplo. Además, existe una segunda consideración al respecto, la cual es llamada Salvaguarda Agrícola Especial (SAE), la cual puede ser aplicada únicamente por los países centroamericanos excepto en los productos lácteos y el maní; consiste en la capacidad de gravar con aranceles adicionales a los productos importados que, antes del año 2014, superen la capacidad productiva de los nacionales.

#### Reglas de origen
Las reglas de origen consisten en determinar el país al que se le atribuirá la fabricación de un producto, con el objetivo de verificar si es o no sujeto de aplicación de desgravación arancelaria en el marco del tratado. Un producto es considerado como originario de la región cuando se trate de mercancías lo obtenidas en su totalidad o producidas enteramente en el territorio de una o más de las partes, cuando haya sido producida a partir de insumos o materiales originarios y producción de la mercancía a partir de insumos o materiales no originarios, siempre que se demuestre que el producto contiene al menos el 45 % de materia originaria. Hay que considerar que existen excepciones a la regla, permitiendo las importaciones de algunos productos como calzado, lápices y hierro sin que cumplan con la regla de origen. Todos los productos sometidos a este régimen gozan de la eliminación de aranceles, tal como se dispone en el tratado.

#### Administración aduanera
El tratado dispone que los Estados firmantes están obligados a publicar sus normas aduaneras por medios legales y por internet, haciendo disponibles oficinas de asesoría al respecto. Se dispone que los Estados están obligados a garantizar la transparencia en las oficinas aduaneras, no poniendo obstáculo técnico alguno para el libre paso de mercancías. El tratado exige que los procedimientos aduaneros sean simples y rápidos, retirando la capacidad al Estado de realizar inspecciones masivas a las mercancías. Se dispone que toda la información acerca de las mercancías registradas en las aduanas goza de carácter confidencial, lo cual restringe herramientas de investigación criminal y comercial. En el caso de existir violaciones a las leyes nacionales, el tratado deja libertad a los Estados para actuar administrativa o penalmente contra los transgresores de la ley.

#### Obstáculos técnicos al comercio
Con el CAFTA, los Estados pierden en alguna medida el derecho de establecer normas que restrinjan el paso de mercancías por sus fronteras, no pudiendo establecer impuestos o reglas que dejen réditos fiscales o ventajas competitivas para los productores nacionales. En tal sentido, el CAFTA obliga a los Estados a facilitar al máximo los canales de comercio.
Los Estados parte deben nombrar un grupo de verificadores, los cuales velarán permanentemente para que las reglas de no obstaculización del comercio se cumplan. Si bien es cierto las resoluciones al respecto no son vinculantes, los Estados se comprometen a mantener bajo consenso las medidas que se adopten. La creación de normas estatales no se limita a entidades o personas nacionales, puesto que el tratado exige a los Estados a consensuar con todos los interesados.

### Medidas sanitarias y fitosanitarias

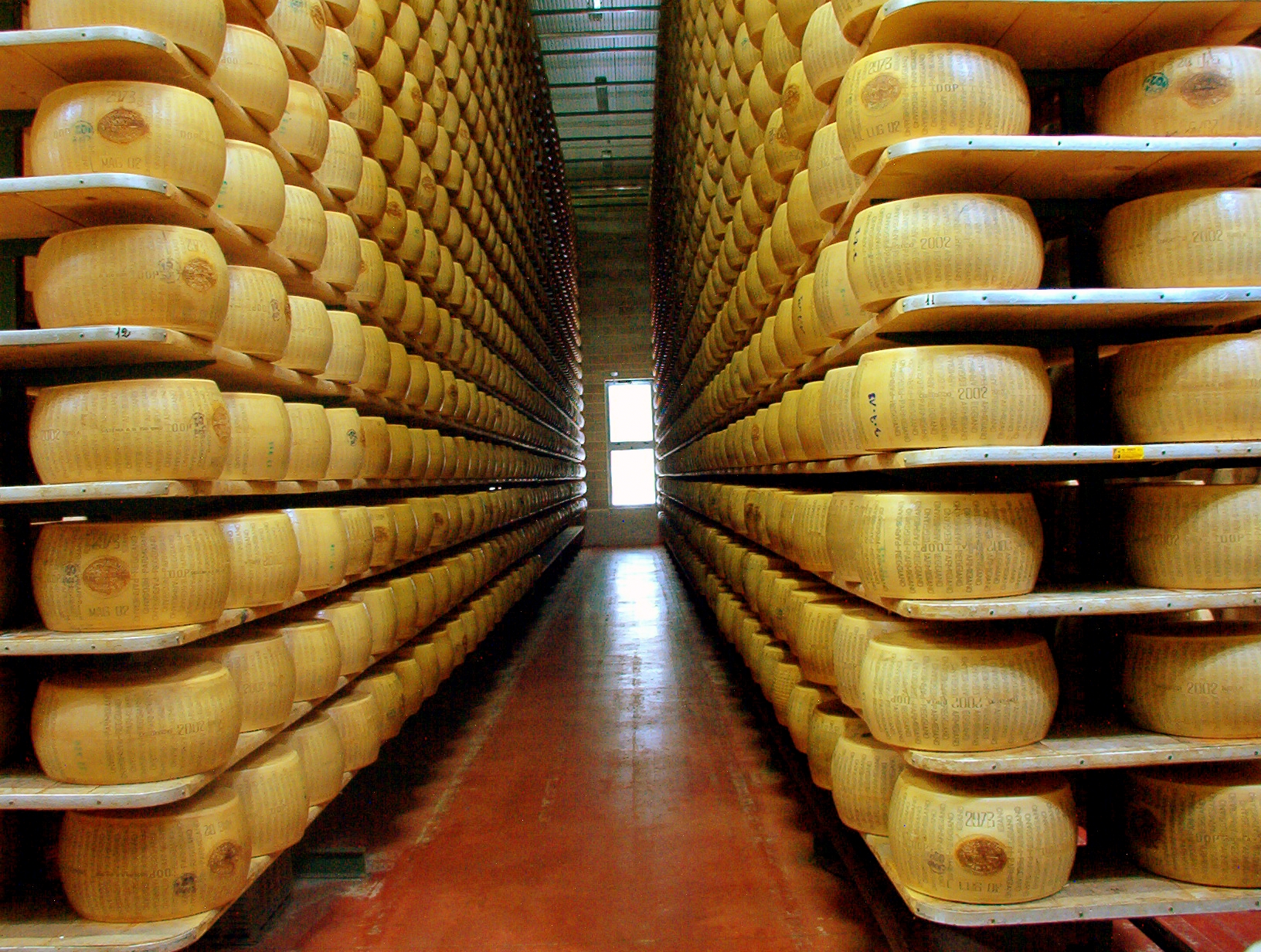
El queso es uno de los productos más sujeto a revisiones sanitarias y fitosanitarias.

El tratado requiere de garantías de los productores sobre la calidad sanitaria de los productos. Son verificables los procesos de producción y los productos mismos. Para el caso, los conflictos acerca de este tema se dirimirán en un comité de resolución de conflictos especial, conformado por representantes de todas las partes, integrándose a más tardar treinta días después de la entrada en vigencia en cada país. El comité extiende sus funciones a la verificación de medidas, asesoría y capacitación, recomendación, mediación y resolución de conflictos. Cada país tiene la libertad de nombrar a sus representantes, los cuales no tienen mayores requisitos que cumplir con los requerimientos nacionales.

### Inversiones
El capítulo acerca de inversiones trata sobre el trato que cada Estado parte dará a los inversionistas del resto de firmantes del tratado. Al respecto, el eje central es el trato igualitario a todos los inversionistas. El tratado establece claramente en su capítulo 10 que los Estados están obligados a dar condiciones tan favorables a los extranjeros como a sus nacionales. En tal sentido, puede afirmarse que el espíritu del tratado es mantener las condiciones homogéneas de competencia. Por otro lado, exige a los Estados dar a todos los inversores condiciones mínimas conforme al Derecho Internacional, brindando garantías de propiedad y respaldo para su inversión. Si bien es cierto el tratado no detalla las condiciones mínimas, especifica que serán los términos consuetudinarios los que condicionen el comportamiento de los Estados.
En caso de haber una disputa, el inversor extranjero tendrá exactamente los mismos derechos que el nacional, privando de cualquier preferencia, prebenda, protección u opción de asesoría legal por parte del Estado sobre sus nacionales de manera exclusiva. No existirá expropiación sobre bienes muebles o inmuebles a inversores extranjeros, salvo por los casos previstos en el tratado, siempre y cuando se dé igual trato que a los nacionales; en cualquier caso, la indemnización debe ser expresa y sin protestas.
Un punto relevante del tratado establece que, de ninguna manera, los inversores están obligados a contratar nacionales del país de destino; en tal sentido, el tratado de ninguna manera garantiza que el incremento de la inversión será un aliciente para el crecimiento del empleo nacional. Las diferencias entre Estado e inversores se dirimirán fundamentalmente por medio del arbitraje, dejando la vía judicial como última opción.

#### Contratación pública
En materia de contratación pública, es decir, de los servicios que los inversores nacionales o extranjeros brinden al Estado, el CAFTA establece que se garantiza a los empresarios extranjeros un trato al menos igualmente favorable al brindado a los nacionales. En tal sentido, una empresa nacional no tiene ninguna ventaja en una licitación pública, viéndose obligada a competir bajo las mismas reglas con sus homólogas no naturales del Estado contratante.
En esta materia, los Estados están obligados a publicar de manera abierta las convocatorias de licitación, haciendo conocer las reglas previo al inicio del concurso. Queda prohibida cualquier condición técnica que tenga como propósito dar ventajas a los empresarios nacionales, tales como la cantidad de empleados nacionales.
El tratado establece los procedimientos para las contrataciones públicas, aboliendo todas las disposiciones nacionales al respecto; los procedimientos son homogéneos en la región, por lo que cualquier empresa conocerá las normas incluso si invierte fuera de las fronteras de su Estado de origen.
El tratado garantiza la confidencialidad de la información de las empresas y exige transparencia en los procesos burocráticos, dando la facultad al Estado para suspender la capacidad de participación en licitaciones, a aquellas empresas sorprendidas en actos ilegales.

### Derechos de propiedad intelectual
En materia de derechos de autor y propiedad industrial, el tratado obliga  a los Estados a adherirse o ratificar una serie de convenios y tratados acerca del tema, apurando su discusión. Ninguna disposición nacional puede estar por encima de los tratados a ratificar, por lo que el CAFTA establece un nuevo régimen legal unificado para las partes. El artículo busca fundamentalmente proteger a los titulares de la propiedad intelectual de los productos, siempre y cuando estos sean registrados oportunamente. En materia de marcas, el tratado dispone que los propietarios de las mismas serán tratados en las mismas condiciones que los nacionales, lo que implica poder ejercer sus derechos sobre cualquiera que los viole. 
El capítulo referente al tema, establece la figura de «datos de prueba», que son los referentes a las pruebas y experimentos realizados para demostrar el buen funcionamiento y efectividad de productos farmacéuticos y agroquímicos. La ley protege a los titulares de los mismos durante un periodo de cinco años para farmacéuticos y diez años para agroquímicos. En tal sentido, ningún medicamento está patentado en si, por lo que cualquier laboratorio puede producir el mismo, siempre y cuando demuestre por sus propios medios que la fórmula cumple con los requerimientos sanitarios establecidos por la ley. Los Estados quedan en libertad de negar la protección de los datos de prueba en el caso de que ya sean de dominio público o en emergencia nacional. El registro de marcas debe ser establecido públicamente en cada Estado, dando iguales facilidades y protecciones a nacionales y extranjeros. 

#### Productos de origen

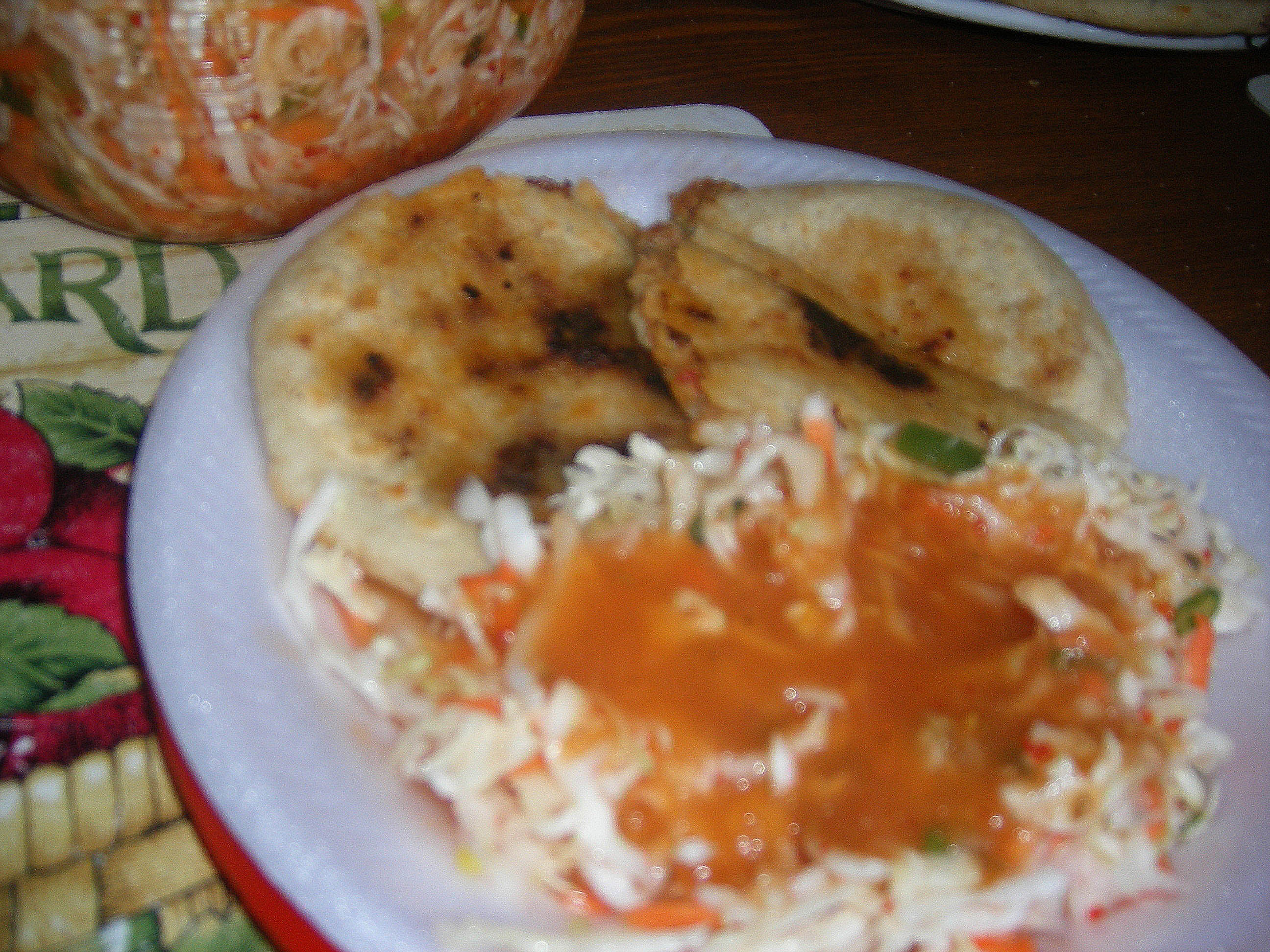
Las pupusas fueron un producto en controversia en lo referente a su patente, al final, la norma no fue aplicada.

Se consideran «productos de origen» a aquellos cuyas condiciones de fabricación únicamente pueden darse en determinado país, garantizando su calidad. Ningún país contratante del CAFTA inscribió de manera originaria ningún producto, por lo cual esta norma se reserva para cuando se presente un caso. El régimen establece que el país tendrá la exclusividad de producción, para garantizar la calidad.

#### Patentes
Al respecto, el tratado establece que cualquier natural de la zona CAFTA puede patentar invenciones o descubrimientos propios, siendo protegido por la ley tal como si fuese nacional. No se puede patentar nada de uso público, conocido previo a la investigación realizada o patentado previamente por otra persona. Cualquier violación a derechos de autor puede conllevar responsabilidades administrativas o judiciales.

### Disposiciones sobre derecho laboral
El CAFTA incrementa los requerimientos en materia de derecho laboral para los países centroamericanos, obligándolos a subir las normas en beneficio de los trabajadores. Se establece que no habrá diferencias en el trato entre naturales y extranjeros. No existen disposiciones acerca de la obligatoriedad de contratación de empleados nacionales o extranjeros, tasa mínima para empresas o distinciones entre unos y otros.
Por otro lado, el tratado obliga al Estado a contar con suficientes inspectores, encargados de verificar que se cumplan con los acuerdos internacionales en materia laboral. Cabe destacar que el CAFTA no aporta disposiciones en favor o en detrimento de los trabajadores, simplemente obliga a los Estados a cumplir con las normativas y compromisos adquiridos previamente.
El CAFTA establece que cualquier reducción de medidas laborales en función de atraer inversión es ilegal y sujeta de sanción.

### Disposiciones sobre derecho ambiental

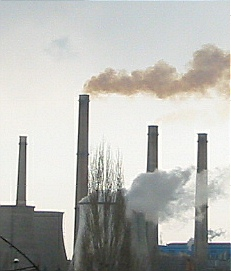
Fábrica contaminando el ambiente, lo cual es normado por el CAFTA.

El CAFTA es el primer tratado comercial que dedica un capítulo al campo de protección ambiental; como en el área laboral, no aporta medidas o procedimientos, más bien se dedica a obligar a los Estados a cumplir las leyes nacionales e internacionales ya existentes. La línea conductora del capítulo se basa en fortalecer las leyes nacionales ambientales, las cuales se definen en el artículo 17.13 como:

ley o regulación de
una Parte, o disposiciones de las mismas, cuyo propósito principal sea la protección del
medio ambiente o la prevención de algún peligro contra la vida o salud humana, animal o
vegetal, mediante:
- la prevención, reducción o control de una fuga, descarga o emisión de contaminantes ambientales;
- el control de químicos, sustancias, materiales y desechos ambientalmente peligrosos o tóxicos y la diseminación de información relacionada con ello; o
- la protección o conservación de la flora y fauna silvestres, incluyendo las especies en peligro de extinción, su hábitat y las áreas naturales bajo protección especial.

Art. 17.13-CAFTA

El tratado establece procedimientos para sancionar a los infractores sin importar su nacionalidad; las sanciones deben estar ajustadas al Derecho Internacional y equiparables al resto de la zona CAFTA. Además, el CAFTA establece que el Estado incentivará a las empresas a aplicar medidas de defensa del medio ambiente que se encuentren por encima de los niveles mínimos deseados.
El tratado obliga a los Estados a participar de la cooperación mutua en materia ambiental, por lo que, paralelo al CAFTA, se creó un Acuerdo de Cooperación Ambiental entre Estados Unidos, Centroamérica y República Dominicana. El CAFTA establece que cualquier reducción de medidas ambientales con el objetivo de atraer inversiones es ilegal y sujeta de sanciones.

### Solución de controversias
Al surgir una controversia entre Estados (nunca entre empresa y Estado), se reconocen los métodos de buenos oficios, mediación o conciliación. Salvo en casos de extremo desacuerdo, se acepta el nombramiento de árbitros. Se entiende que la participación de árbitros se dará únicamente en caso de un prologando tiempo de no avance en el conflicto; es decir, las partes deben reconocer el estancamiento de las negociaciones y nombrar de común acuerdo a una comisión arbitral. El procedimiento para nombrar la comisión arbitral está regido en el CAFTA, donde se establece que las partes deberán escoger tres árbitros, entre los cuales habrá un presidente de común acuerdo; en el caso de no haber acuerdo, se dirimirá por sorteo.
El CAFTA garantiza el debido proceso, la confidencialidad, la no retroactividad y la oportunidad de defensa y réplica. Una vez emitido el laudo, las partes deben acatarlo sin protestar; de no hacerlo, se verán suspendidos los beneficios concernientes al CAFTA, mas no sus obligaciones.

## Ratificación
Según la Convención de Viena sobre el Derecho de los Tratados de 1969, y vigente desde 1980, el texto de un tratado es adoptado cuando las dos terceras partes de los asistentes a la negociación están de acuerdo; para el caso del CAFTA, todas las partes involucradas convinieron en adoptar el texto. Tras adoptar el texto, la Convención establece que debe ser rubricado por los delegados plenipotenciarios de los Estados; El CAFTA fue rubricado por todos los Estados negociantes. Posterior a eso, los congresos nacionales de cada Estado debían ratificar el tratado según las leyes e intereses nacionales, para que luego la cancillería pasara a tramitarlo para su entrada en vigor. Todos los países firmantes han ratificado el tratado.

### Ratificación en Costa Rica
Costa Rica es el único país firmante del tratado que sometió su ratificación a un referéndum, el cual se realizó con apoyo del Tribunal Supremo de Elecciones. El referéndum se realizó el 7 de octubre de 2007, dando como resultado un 51.62 % a favor y un 48.38 % en contra, siendo vinculante por superar el 40 % de electorado que ejerció el sufragio. Ante tales resultados, el CAFTA fue ratificado.
Al respecto, grupos sindicales y agrupaciones opositoras al CAFTA desarrollaron una campaña con el fin de evitar que la población vote afirmativamente, incluyendo repartición de información y movilización de personas a protestas. Sin embargo, también hubo grupos que apoyaron la ratificación del tratado mediante publicidad masiva y actividades de concentración.
Como parte de la campaña realizada por los detractores del tratado, se presentaron recursos de inconstitucionalidad ante la Corte Suprema de Justicia de Costa Rica; paralelamente a esto, los diputados de la oposición solicitaron una consulta a la máxima institución judicial, la cual emitió a través de la Sala Constitucional la Resolución 2007–09469 del 3 de julio de 2007, en la cual se declara que no existen puntos que vulneren la constitución de la república por la aprobación del CAFTA.
Las leyes de implementación necesarias fueron aprobadas y el tratado empezó a regir en Costa Rica el 1 de enero de 2009.

### Ratificación en El Salvador
El Salvador fue el primer Estado en ratificar el CAFTA, en la madrugada del 17 de diciembre de 2004 en el Salón Azul de la Asamblea Legislativa, con el apoyo de todas las fuerzas políticas salvo el Frente Farabundo Martí para la Liberación Nacional. Tras su ratificación, se realizó el respectivo depósito en la Organización de Estados Americanos el 28 de febrero de 2006.
Diversas organizaciones sindicales y grupos opositores al tratado organizaron protestas callejeras con la consigna de evitar que el tratado fuese ratificado; algunas protestas contaron con la presencia y apoyo de los dirigentes de algunos partidos políticos de oposición. El saldo de las manifestaciones fue de diversos episodios de violencia que dejaron detenidos y heridos. Todas las manifestaciones se dieron bajo la observación de la Procuraduría para la defensa de los Derechos Humanos.

### Ratificación en Estados Unidos
Previa notificación por parte del presidente George Bush en conformidad a la Trade Act de 2002, el Senado de los Estados Unidos ratificó el 30 de junio de 2005 el CAFTA, con cincuenta y cuatro votos a favor y cuarenta y cinco en contra. Dicha ratificación estuvo inmersa en un debate acerca de la factibilidad de poner en marcha el tratado, al considerar algunos senadores que este traería muy pocos beneficios al país norteamericano.

### Ratificación en Guatemala
El congreso guatemalteco ratificó el 10 de marzo de 2005 el tratado mediante el Decreto 31-2005, con ciento veinte y seis votos a favor y doce en contra, dándole calidad de emergencia nacional al considerarle un tema de prioridad en el tratamiento legislativo. Fue el tercer país en ratificarlo, tras El Salvador y Honduras. El 9 de marzo, el tratado fue presentando a la Asamblea Legislativa por el presidente de la comisión de Economía y Comercio Exterior, Mariano Rayo; sin haberse realizado ninguna discusión o estudio de la propuesta, el tratado fue ratificado y notificado al presidente de la república, para su respectiva publicación. La aprobación fue posible mediante el cambio de postura de la bancada del partido Unión Nacional de la Esperanza, quien dio sus votos a favor.
Los diputados que votaron en contra de la ratificación, argumentaron que el tratado:

fue negociado a espaldas de la población... solo defiende los intereses de un pequeño grupo de empresarios... y el gobierno se ha resistido a informar del verdadero contenido, objetivo y efectos
Víctor Sales, diputado por el partido Unidad Revolucionaria Nacional Guatemalteca

Días antes a la introducción de la propuesta, diversas organizaciones e instituciones presentaron sus muestras de rechazo al tratado. Así, el 1 de marzo, acompañado de una protesta callejera integrada por varios sindicatos, el Consejo Superior Universitario de la Universidad de San Carlos emitió un comunicado televisivo expresando su rechazo a la ratificación del tratado sin previa consulta popular. Dos días después, el rector de dicha universidad solicitó formalmente a la Asamblea que se efectuase una consulta que incluyese a toda la ciudadanía. El día 6 de marzo, la Conferencia Episcopal de Guatemala se pronunció en contra del tratado. 
El día en que se presentó la propuesta al parlamento, y el día de la aprobación de la misma, se realizaron violentas protestas en los alrededores del congreso y de la embajada de Estados Unidos, exigiendo que la ratificación del tratado fuese sometida a un referéndum, el cual dictaminaría la voluntad popular. El saldo de las protestas fue de un policía lesionado y un individuo detenido por el delito de desórdenes públicos.

### Ratificación en Honduras
El Congreso Nacional de Honduras ratificó el tratado el 3 de marzo de 2005 con los votos de cuatro de las cinco bancadas legislativas, convirtiéndose en el segundo país en ratificar el tratado. Tras la aprobación del decreto, agrupaciones sindicales y opositoras al tratado irrumpieron en el salón de sesiones del congreso, obligando a los cuerpos de seguridad a sofocar la protesta. En general, diversas organizaciones tomaron las calles y protestaron contra lo que argumentan es un paso para el empobrecimiento del país. Pese a las múltiples manifestaciones, la policía no reportó episodios de violencia.

### Ratificación en Nicaragua
El congreso nicaragüense aprobó la noche del 10 de octubre de 2005 la ratificación del CAFTA, con cuarenta y nueve votos a favor y treinta y seis en contra, y tres abstenciones. La propuesta legislativa fue introducida por la ministra de comercio, Azucena Castillo. El debate entre los grupos parlamentarios fue extenso y desembocó en la aprobación del tratado por mayoría simple. El argumento fundamental de la oposición fue que el tratado llevaría al «aumento de la brecha entre ricos y pobres». El principal partido de izquierda nicaragüense, el Frente Sandinista de Liberación Nacional, lideró múltiples protestas con el objetivo de frenar definitivamente la ratificación del tratado, argumentando que las disposiciones a tomar favorecen únicamente a la llamada clase alta del país. Pese a la cantidad de personas enfrentadas a la policía, no se registraron incidentes de violencia. Con el cambio de partido en la jefatura de Estado, el presidente Daniel Ortega se ha pronunciado en contra de la decisión tomada por su antecesor, criticando fuertemente el tratado que ya está en vigor.

### Ratificación en República Dominicana
El congreso dominicano buscó adecuar las leyes nacionales al funcionamiento del CAFTA, esperando para ratificarlo por unanimidad hasta que la legislación fuese compatible. Fue así que en 2005 se aprobó el dictamen que haría entrar en vigor el tratado al año siguiente. Las protestas de sectores opositores al tratado tuvieron lugar en Santo Domingo, incluyendo huelgas de hambre y paralización del tráfico. Pese a que no hubo actos de violencia, las autoridades buscan la detención de los dirigentes de las protestas.

## Críticas

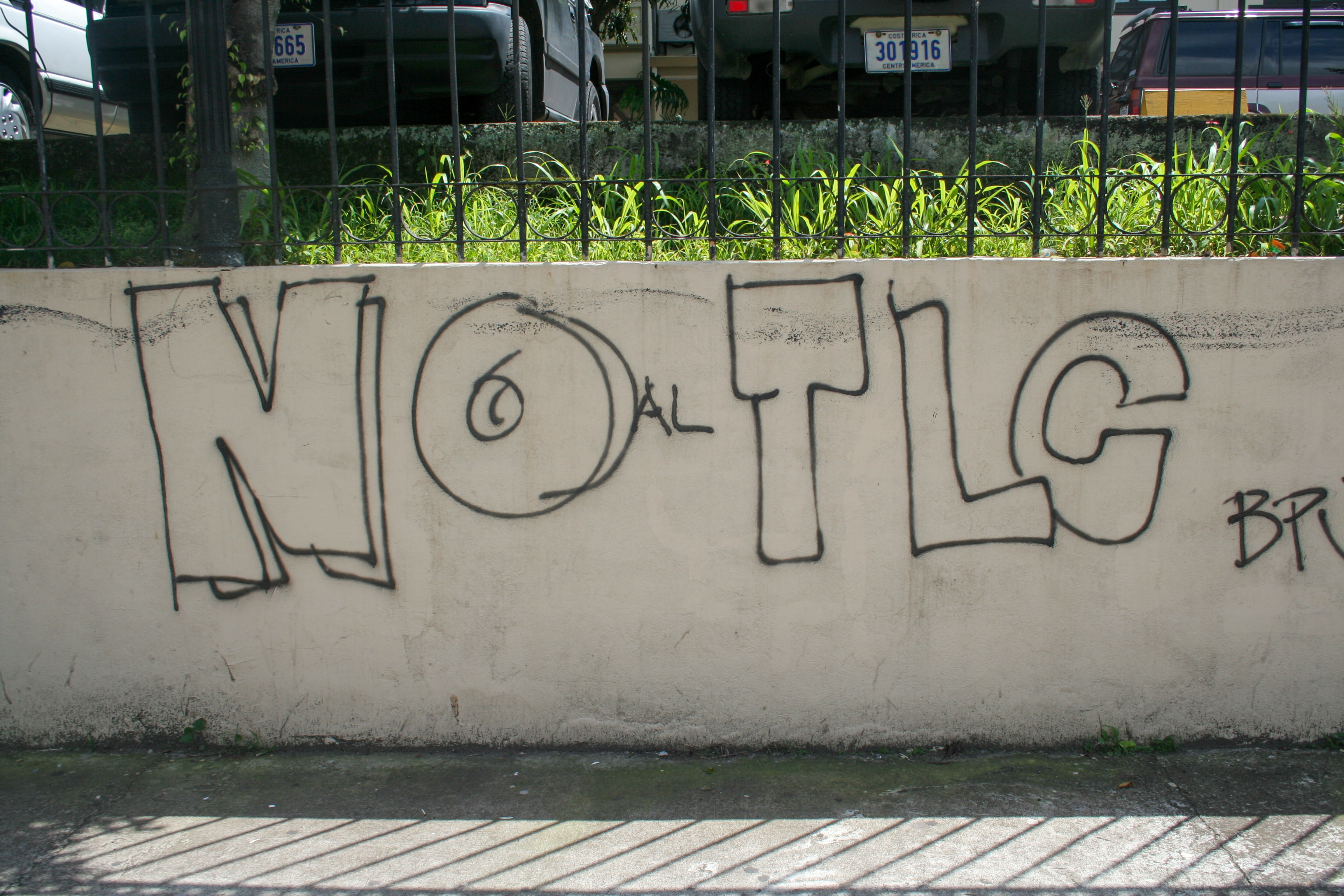
Grafiti en contra del CAFTA en Costa Rica.

En general, el tratado ha generado una gran oposición política y de la sociedad civil en los países firmantes. Instituciones como la CEPAL han indicado que el CAFTA no trae soluciones reales para los problemas centroamericanos, siendo únicamente una herramienta económica. Incluso en el congreso estadounidense existieron serias críticas para su ratificación, superando por la mínima el número de votos necesarios. Algunos legisladores estadounidenses afirman que el CAFTA solo servirá para aumentar el desempleo y la delincuencia en los países centroamericanos. Los principales detractores del CAFTA afirman que las empresas centroamericanas no tienen oportunidades de competencia con las estadounidenses, puesto que los volúmenes de capital son heterogéneos, mientras que el CAFTA obliga a darles un trato como si fuesen homogéneos.
Se critica además que los productos centroamericanos se verán fuertemente afectados en volúmenes de venta, ya que no podrán competir con los precios y la calidad estadounidense, llevando a la bancarrota a muchas empresas, agricultores y pequeños productores. Los críticos afirman que el desempleo crecerá de manera inminente ante el cierre de empresas, considerando que el tratado no garantiza empleo ni siquiera en un ambiente favorable de inversión extranjera. Se temen los daños a la salud de la población por los productos genéticamente modificados, la destrucción del medio ambiente por la producción industrial desmedida y la carencia de derechos de producción de medicamentos por motivo de las patentes.